# Denis Kornilov
Pour les articles homonymes, voir Kornilov.
Denis Aleksandrovich Kornilov (en russe : Дени́с Алекса́ндрович Корни́лов), né le 17 août 1986 à Gorki, est un sauteur à ski russe. Il a obtenu trois podiums par équipes en Coupe du monde dont il participe depuis la saison 2003-2004, participé à quatre éditions des Jeux olympiques et huit championnats du monde.

## Biographie
Il fait ses débuts internationaux lors de l'hiver 2002-2003, prenant part aux Championnats du monde junior. En décembre 2003, grâce à un top dix en Coupe continentale, il est appelé en Coupe du monde sur la manche d'Engelberg, où avec le 18e rang, il marque ses premiers points.
En 2005, il est sélectionné pour ses premiers championnats du monde à Oberstdorf, terminant 39e et 26e en individuel, ainsi que cinquième et sixième par équipes. Un an plus tard, il découvre les Jeux olympiques à Turin, se classant 34e et 33e en individuel. Un an plus tard, sur le même site à Pragelato, il remporte deux médailles à l'Universiade, une en or sur le grand tremplin et une en bronze sur le petit tremplin. Lors de cette même saison, il effectue sa saison la plus aboutie, enregistrant son meilleur résultat individuel sur le concours de Kuopio avec la cinquième place. Il est 19e du classement général. En janvier et février 2008, il ajoute deux cinquièmes places à son tableau de chasse lors des manches de Bischofshofen et Sapporo.
En 2009, il établit son meilleur bilan aux Championnats du monde lors de l'édition de Liberec, sautant aux 20e et 22e places en individuel. Pour finir l'hiver, il contribue à la troisième place des russes sur l'épreuve par équipes de Planica, Kornilov montant sur son premier podium en Coupe du monde ici.
À l'été 2009, il monte sur son premier podium personnel dans une compétition avec des athlètes de l'élite du saut à l'occasion d'une manche du Grand Prix à Hinterzarten. Il maintient une position de quatrième au classement final de cette compétition.
Aux Jeux olympiques d'hiver de 2010 à Vancouver, il est 26e et 35e en individuel, ainsi que dixième par équipes.
À l'été 2017, il monte sur deux nouveaux podiums sur le Grand prix, prenant la troisième place à Courchevel et Tchaïkovski.
Il entame la saison par une chute sur la Coupe du monde à Wisła, tombant sur la tête, mais sans conséquence importante finalement.
C'est lors de l'édition 2018, des Jeux olympiques, qu'il obtient ses meilleurs résultats en quatre participations, se classant 24e et 29e en individuel.

## Palmarès

### Jeux olympiques
| Épreuve / Édition | Turin 2006 | Vancouver 2010 | Sotchi 2014 | Pyeongchang 2018 |
| Petit tremplin    | 34e        | 26e            | 48e         | 24e              |
| Grand tremplin    | 33e        | 35e            | 31e         | 29e              |
| Par équipes       | 8e         | 10e            | 9e          | 7e               |

### Championnats du monde
| Épreuve / Édition | Épreuve / Édition | Oberstdorf 2005 | Sapporo 2007 | Liberec 2009 | Oslo 2011 | Val di Fiemme 2013 | Falun 2015 | Lahti 2017 | Seefeld 2019 |
| Petit tremplin    | Petit tremplin    | 39e             | 23e          | 20e          | 16e       | Disqualifié        | -          | 29e        | -            |
| Grand tremplin    | Grand tremplin    | 26e             | 47e          | 22e          | 32e       | 32e                | 27e        | 29e        | -            |
| Par équipes       | PT                | 5e              | -            | -            | 9e        | 9e                 | -          | 6e         | -            |
| Par équipes       | GT                | 6e              | 6e           | 9e           | 9e        | 9e                 | 7e         | 9e         | 9e           |

Légende : PT = petit tremplin, GT = grand tremplin, - = pas de participation

### Championnats du monde de vol à ski
| Épreuve / Édition | Planica 2004 | Kulm 2006 | Oberstdorf 2008 | Vikersund 2012 | Harrachov 2014 | Kulm 2016 | Oberstdorf 2018 |
| Individuel        | 27e          | 39e       | 26e             | 22e            | 35e            | 29e       | 19e             |
| Par équipes       | 7e           | 7e        | 5e              | 9e             |                | 8e        | 7e              |

### Coupe du monde
- Meilleur classement général : 19e en 2007.
- Meilleur résultat individuel : 5e.
- 3 podiums par équipes.

#### Différents classements en Coupe du monde
| Année     | Classement général final |
| 2003-2004 | 53e                      |
| 2006-2005 | 66e                      |
| 2007-2006 | 45e                      |
| 2006-2007 | 19e                      |
| 2007-2008 | 22e                      |
| 2008-2009 | 30e                      |
| 2009-2010 | 60e                      |
| 2010-2011 | 36e                      |
| 2011-2012 | 20e                      |
| 2012-2013 | 32e                      |
| 2013-2014 | 57e                      |
| 2014-2015 | 73e                      |
| 2015-2016 | 62e                      |
| 2016-2017 | 39e                      |
| 2017-2018 | 42e                      |
| 2020-2021 | 68e                      |

### Grand Prix
- 4e du classement général en 2009.
- 3 podiums individuels.

### Coupe continentale
- 1 podium.

### Championnats de Russie
Il remporte trois titres individuels en 2013, 2015 et 2017.